# Margarethe Starrmann
Margarethe Starrmann (* 3. April 1892 in Leipzig; † 22. Oktober 1953 in Frankfurt am Main; auch Margarethe Starrmann-Hunger) war Referentin in sächsischen Ministerien und Reichstagsabgeordnete für die SPD.

## Leben
Nach dem Besuch der höheren Bürgerschule besuchte sie ein Lehrerinnen- und Kindergärtnerinnenseminar. Danach absolvierte sie ein sozialpädagogisches Frauenseminar in Leipzig, welches aus der früheren Hochschule für Frauen hervorgegangen war. Anschließend belegte sie Studiengänge in den Fächern Volkswirtschaft sowie Staats- und Rechtswissenschaften an der Universität Frankfurt am Main und der Technischen Hochschule in Dresden.
Es folgten mehrjährige pädagogische Tätigkeiten im In- und Ausland. 1914 betätigte sie sich im Ausland in der Flüchtlingsfürsorge. Nach Sachsen im Jahre 1918 zurückgekehrt, wirkte sie am Aufbau der amtlichen Wohlfahrtspflege mit. Von 1920 bis 1925 arbeitete sie zuerst als Referentin im Sächsischen Ministerium des Innern, später im Arbeits- und Wohlfahrtsministerium.
Sie beteiligte sich an verschiedenen Gesetzesvorhaben, so dem Reichsjugendwohlfahrtsgesetz, dem Jugendgerichtsgesetz, der Reform des Unehelichenrechts und mehrerer Schutzgesetze für Jugendliche. Ab 1924 arbeitete sie bei der Zeitschrift Blätter der Wohlfahrtspflege als Schriftleiterin und als ständige Mitarbeiterin der Arbeiterwohlfahrt.
In Leipzig wurde sie 1927 Mitglied der städtischen Wohlfahrtsausschüsse. Ab September 1930 bis 22. Juni 1933 war sie für die SPD im Wahlkreis 29 von Leipzig Mitglied im Reichstag. Schon ab Februar 1933 nahmen die Angriffe der SA-Organisationen auf sie und ihre Wohnung ständig zu. Diesem Druck wich sie durch eine Übersiedlung nach Frankfurt am Main aus, wo sie in der Weberstr. 18 wohnte.
Nach der Reichstagssitzung vom 22. März 1933 brach sie psychisch zusammen, weil sie dem Verfolgungsdruck, jederzeit verhaftet zu werden, nicht mehr standhielt. Sie irrte auf Bahnstrecken und -höfen bis zum 27. März umher, bis sie wieder in ihre Wohnung fand. Nach dem Attentat vom 20. Juli 1944 tauchte sie mit einer anderen Identität unter und arbeitete als Küchenhilfe in einer Kaserne.

## Referenzen
- Cuno Horkenbach: Das Deutsche Reich von 1919 bis heute. Berlin 1930
- Martin Schumacher (Hrsg.): Die Reichstagsabgeordneten in der Zeit des Nationalsozialismus. Düsseldorf 1992.

## Veröffentlichungen
- Starrmann-Hunger, Margarete und C. Kähling: Sachsen. Untersuchungen über die wirtschaftlichen, sozialen und gesundheitlichen Zustände der Bevölkerung. Hrsg. von der Landeswohlfahrtsstiftung und dem Sächsischen Roten Kreuz (= Schriftenreihe der Blätter der Wohlfahrtspflege, Bd. 1), Dresden 1924.